# Joanne Jordan
Joanne Jordan (5 de septiembre de 1920 - 29 de julio de 2009) fue una modelo y actriz de estadounidense. 
Nacida en Topeka, Kansas, entre sus películas figuran Loophole (1954) y Son of Sinbad (1955). Es además conocida por haber encarnado a la Reina Mirtha en la serie televisiva Space Patrol.
Jordan falleció en Calabasas, California, a causa de una enfermedad de Parkinson en 2009. 